# Danny Graham
Danny Graham, né le 12 août 1985 à Gateshead, est un footballeur anglais qui évolue au poste d'attaquant.

## Carrière
La saison 2010-2011 de Championship marque son apogée. Élu meilleur joueur du championnat en décembre 2010, puis finissant meilleur buteur avec 24 réalisations, les commentateurs le disent « prêt pour la Premier League ». C'est précisément dans un club promu en Premier League, Swansea City, qu'il signe le 7 juin 2011 pour un montant de 3 500 000 £.
Le 31 janvier 2014, il est prêté au Middlesbrough FC.
Le 20 janvier 2016, il est prêté à Blackburn. En fin de contrat à Sunderland en juin 2016, il s'engage pour deux saisons avec Blackburn Rovers.

## Palmarès

### En club
- Swansea City :
  - Vainqueur de la Coupe de la Ligue en 2013.
- Blackburn Rovers : 
  - Vice-champion d'Angleterre de D3 en 2018.
- Sunderland AFC :
  - Vainqueur du Trophée de la Ligue en 2021.

### Distinctions personnelles
- Meilleur buteur de D2 anglaise en 2011 (24 buts)
- Joueur du mois de D2 anglaise en décembre 2010[3]
- Membre de l'équipe-type de D2 anglaise en 2011[4].
- Membre de l'équipe-type de D3 anglaise en 2018[5].

## Statistiques
| Saison      | Club            | Pays              | Championnat         | Coupes nationales | Compétitions européennes |
| ----------- | --------------- | ----------------- | ------------------- | ----------------- | ------------------------ |
| 2003 - 2004 | Middlesbrough   | Premiership       | -                   | -                 | -                        |
| 2003 - 2004 | Darlington      | FL Third Division | 9 matchs / 2 buts   | -                 | -                        |
| 2004 - 2005 | Middlesbrough   | Premiership       | 11 matchs / 1 but   | 4 matchs / 1 but  | 2 matchs                 |
| 2005 - 2006 | Middlesbrough   | Premiership       | 1 match             | -                 | -                        |
| 2005 - 2006 | Derby County    | Championship      | 14 matchs           | -                 | -                        |
| 2005 - 2006 | Leeds United    | Championship      | 3 matchs            | -                 | -                        |
| 2005 - 2006 | Middlesbrough   | Premiership       | 2 matchs            | -                 | -                        |
| 2006 - 2007 | Blackpool       | League One        | 4 matchs / 1 but    | -                 | -                        |
| 2006 - 2007 | Middlesbrough   | Premiership       | 1 match             | -                 | -                        |
| 2006 - 2007 | Carlisle United | League One        | 11 matchs / 7 buts  | -                 | -                        |
| 2007 - 2008 | Carlisle United | League One        | 47 matchs / 15 buts | 6 matchs / 2 buts | -                        |
| 2008 - 2009 | Carlisle United | League One        | 44 matchs / 15 buts | 5 matchs / 1 but  | -                        |
| 2009 - 2010 | Watford         | Championship      | 46 matchs / 14 buts | 3 matchs          | -                        |
| 2010 - 2011 | Watford         | Championship      | 45 matchs / 23 buts | 4 matchs / 3 buts | -                        |
| 2011 - 2012 | Swansea City    | Premier League    | 36 matchs / 12 buts | 3 matchs / 2 buts | -                        |
| 2012 - 2013 | Swansea City    | Premier League    | 17 matchs / 3 buts  | 5 matchs / 4 buts | -                        |
| 2012 - 2013 | Sunderland      | Premier League    | 13 matchs / 0 but   | 0 match / 0 but   | -                        |
| 2013 - 2014 | Hull City       | Premier League    | 0 matchs / 0 but    | 0 match / 0 but   | -                        |

Dernière mise à jour le 19 juillet 2013